# Golf National
Le Golf National es un campo de golf de 18 hoyos en Francia cerca de París. Diseñado por los arquitectos Hubert Chesneau y Robert Von Hagge, en colaboración con Pierre Thevenin, está ubicado en Guyancourt, al suroeste del centro de París.

## Instalaciones
La construcción comenzó hace 36 años, en julio de 1987, y se inauguró tres años después, el 5 de octubre de 1990, inaugurado por Roger Bambuck, Ministro de Juventud y Deportes.
Le Golf National tiene una capacidad de 80.000 espectadores. El Albatros (Albatros) es el plato principal del campeonato, par 72 a 7.331 yardas (6.703 m). Los otros campos son el Aigle (Eagle), par 71 y 6.224 yardas (5.691 m), y el campo corto Oiselet (Birdie) de nueve hoyos es par 32.